# Merw-Vase
Die Merw-Vase ist eines der berühmtesten archäologischen Fundstücke Turkmenistans und stammt vermutlich aus dem 6. Jahrhundert.

## Fundort
Die Vase wurde in Merw, dem damaligen Giaur Kale, das während der Sassanidenzeit zu überregionaler Bedeutung kam, gefunden. Dort war die Merw-Vase in die Wand einer buddhistischen Stupa im Südosten der Stadt eingemauert. In derselben buddhistischen Klosteranlage, in der auch die Merw-Vase gefunden wurde, konnten auch weitere bedeutende archäologische Funde gemacht werden, darunter der Kopf einer großen Buddha-Statue.

## Beschreibung
Die Vase ist etwa einen halben Meter hoch und reich mit figürlichen Malereien geschmückt. Insgesamt lassen sich vier Szenen identifizieren, auf denen jeweils derselbe Mann abgebildet ist. Die vier Szenen spiegeln verschiedene Ereignisse aus dem Leben dieses Mannes wider: Eine Jagdszene, bei der der Mann mit Pfeil und Bogen zu Pferd abgebildet ist, eine zweite Szene, die eine Hochzeitszeremonie darstellt, drittens den Tod des Mannes und viertens die Leiche des Mannes auf einer Trage, vermutlich auf dem Weg zu einer Begräbnisstätte. Basierend auf dieser Darstellung vertreten Experten die These, dass die Vase im Kontext von Begräbnissen eingesetzt wurde.

## Bedeutung
Die Merw-Vase gilt als eines der wichtigsten Fundstücke aus Merw und ist Gegenstand vieler wissenschaftlicher Aufsätze und Vorträge. Außergewöhnlich ist dabei insbesondere die vielfältige Darstellung von Figuren und die Höhe, die im Vergleich zu anderen erhaltenen Keramiken beträchtlich ist. Kunsthistorisch ist die Vase der Sassanidischen Kunst zuzuordnen.

## Belege
- Matteo Compareti: The Painted Vase of Merv in the Context of Central Asian Pre-Islamic Funerary Tradition, The Silk Road 9, 2011
- Gabriele Puschnigg: Ceramics of the Merw Oasis, Left Coast Press
- Manfred Nawroth und Matthias Wemhoff: Die Archäologie Turkmenistans und die UNESCO-Welterbestätten Nisa und Merw